# Peugeot 404 Coupé
 (avril 2023).
Si vous disposez d'ouvrages ou d'articles de référence ou si vous connaissez des sites web de qualité traitant du thème abordé ici, merci de compléter l'article en donnant les références utiles à sa vérifiabilité et en les liant à la section « Notes et références ».
Les Peugeot 404 Coupé et 404 Cabriolet sont des automobiles de la marque Peugeot fabriquées en Italie par la carrosserie Pininfarina dans son usine de San Giorgio Canavese près de Turin.
Dérivée de la berline 404 dont Pininfarina a signé le style, elle ne conserve néanmoins aucun élément de carrosserie, celle-ci ayant été entièrement conçue, développée et fabriquée par le célèbre carrossier italien Pininfarina. 
Présentée lors Mondial de l'automobile de Paris de 1962, sa commercialisation a débuté peu après.

## Histoire
Le coupé est une tradition de longue date chez Peugeot. Le type 21 a été le premier de la marque, réalisé en 1898).
Le constructeur de Sochaux avait débuté une solide collaboration avec le célèbre carrossier italien Pininfarina en 1954 pour sa participation à la ligne de la Peugeot 403 berline. Fort de ce succès les deux entreprises signent le 1er avril 1957 un contrat d’exclusivité de cinq ans. À la suite de ce contrat le designer italien se voit confier par Peugeot le projet 404 qui sera une belle réussite commerciale.
Cette collaboration pour la Peugeot 404 berline a convaincu la clientèle de la marque qui en a apprécié le changement radical avec son style élégant et moderne repris de la Fiat 1800/2100 La similitude de style ne concerne pas uniquement la berline, le cabriolet et le coupé aussi ont de fortes ressemblances avec les Fiat 1500 et 1600S coupés et spiders.
Fort du succès rapide de la berline, le constructeur décline le cabriolet  en 1961 puis le coupé en 1962. Ces modèles recevront des carrosseries spécifiques dont aucun élément n'est repris de la berline. La ligne élégante avec ce décrochage au niveau de la ceinture de caisse après la portière est une volonté du carrossier Pininfarina. Il réalise à cette occasion le premier coupé et cabriolet pour la marque au lion. 
Le coupé marque également une évolution importante dans la collaboration entre Pininfarina et Peugeot car, en plus d’avoir dessiné le modèle, la fabrication des caisses est entièrement réalisée dans son usine à Turin. Le carrossier réalise et assemble tous les éléments de carrosserie et habille l'habitacle. Les caisses, ornées d'un discret logo du carrossier italien, retournent à Sochaux pour y recevoir leur mécanique. Seuls le plancher et les éléments mécaniques sont partagés avec la berline. 
En 1966, les groupes de feux clignotants avant sont passés du simple blanc à une apparence bicolore orange et blanc. 
En 1967, Les 404 coupé et cabriolet bénéficieront d’un très léger lifting. L'avant est alors redessiné, avec l’apparition de deux optiques supplémentaires intégrées dans la nouvelle calandre.

## Production
La production de la version coupé s'est élevée à 6 837 exemplaires et le cabriolet à 10 388. Certaines sources mentionnent 6 834 et 6 841 exemplaires pour le Coupé et 10.387 ou 10.389 pour le cabriolet. Les chiffres mentionnés dans le tableau ci-dessous sont ceux des archives Pininfarina qui demeurent incontestables.
| Année | Cabriolet | Coupé |
| 1962  | 1.667     | 5     |
| 1963  | 1.588     | 609   |
| 1964  | 1.609     | 1.512 |
| 1965  | 1.796     | 1.095 |
| 1966  | 1.448     | 1.487 |
| 1967  | 1.395     | 1.358 |
| 1968  | 885       | 771   |
| TOTAL | 10.388    | 6.837 |

## Recensement 404 Coupé & Cabriolet
Le Club 404 France a recensé les modèles encore en état de marche. Au 27 septembre 2022 on comptait 2 516 exemplaires de 404 Coupé/Cabriolet soit 14,6 % du total de 17.225 produites, dont 1674 Cabriolets, 824 Coupés et 18 autres 404CC les deux types confondues.

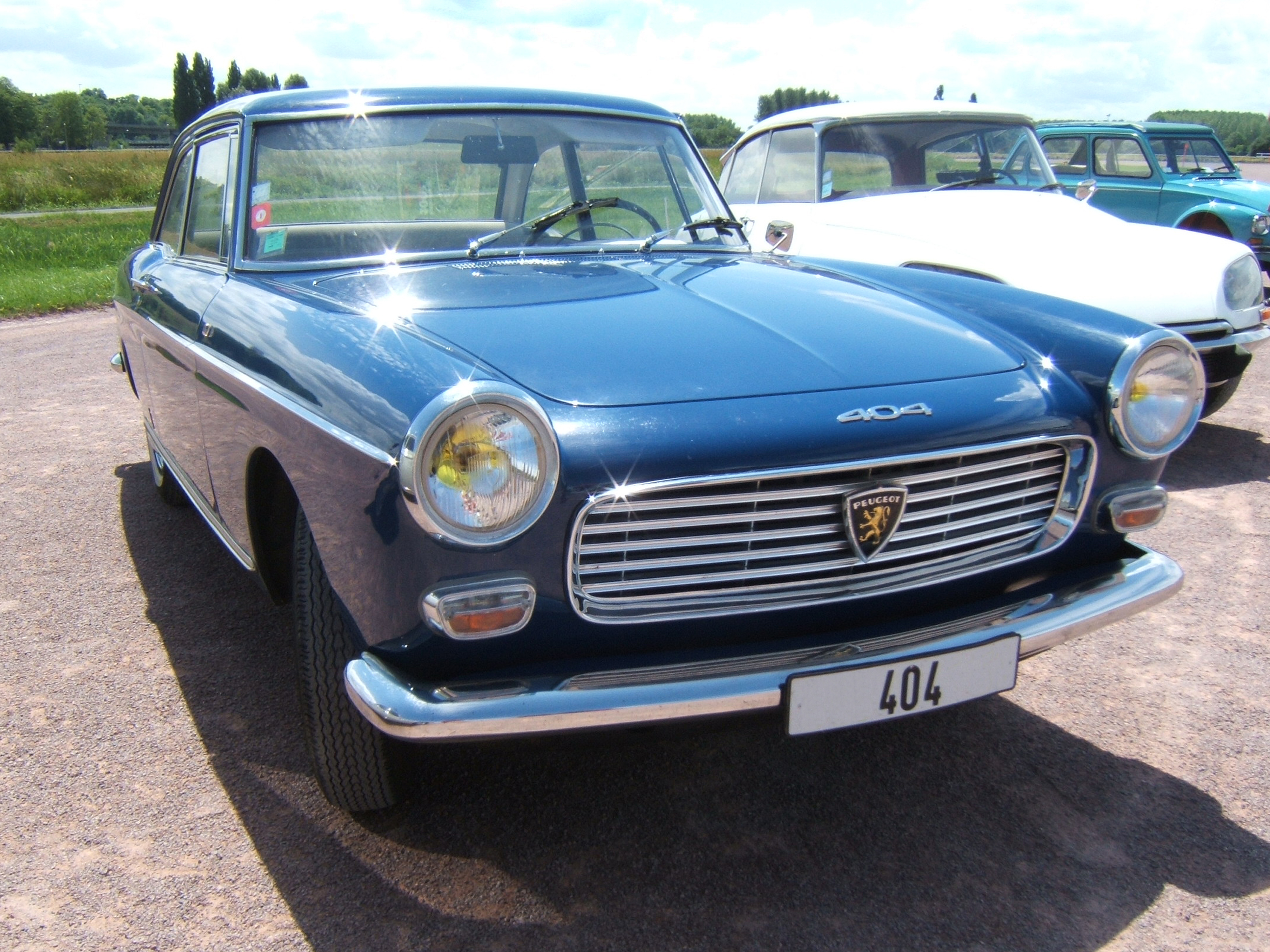
Une superbe 404 Coupé bleu nuit au Caen Rétro Festival le 6 juillet 2009.
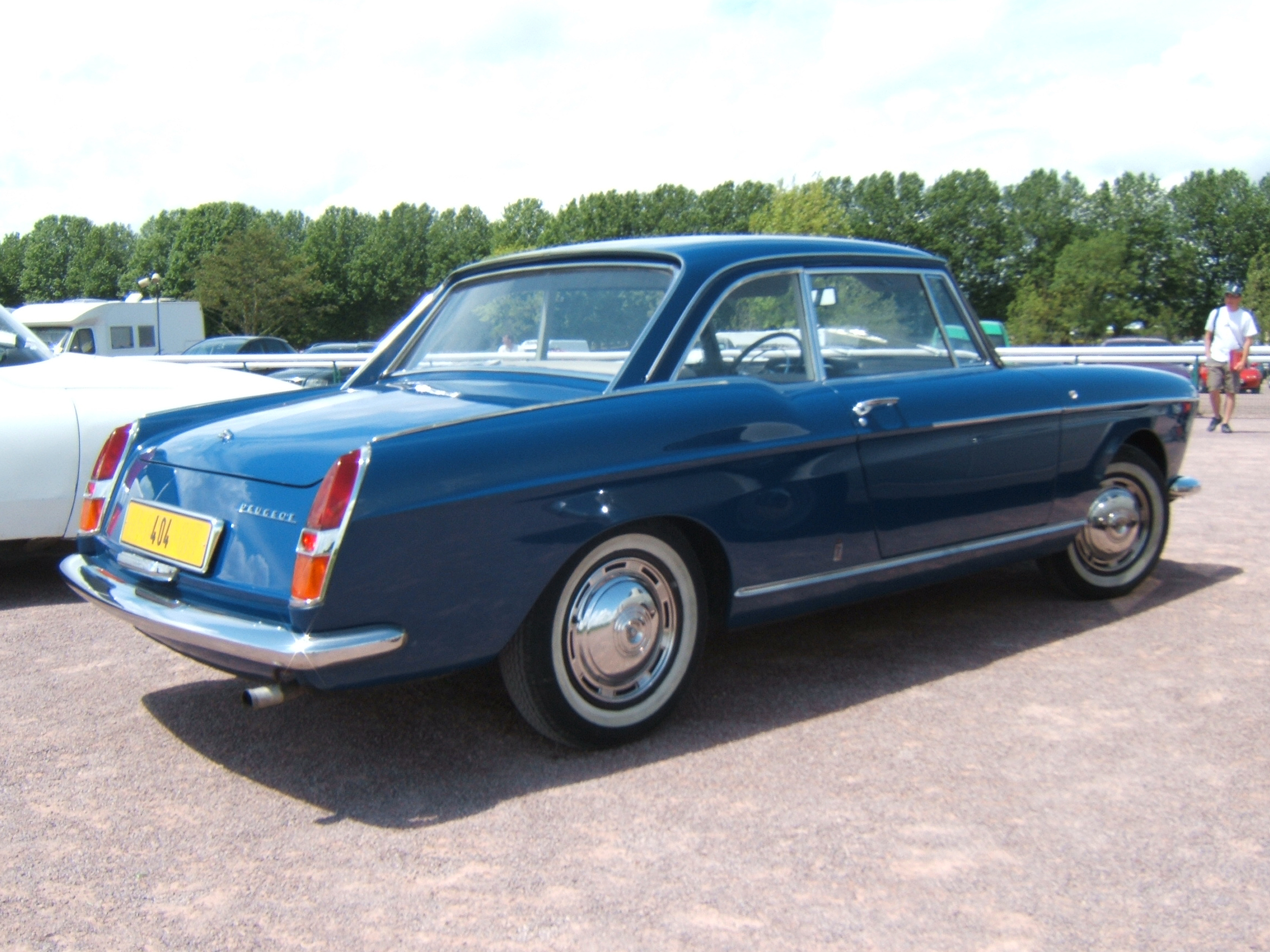
404 Coupé.
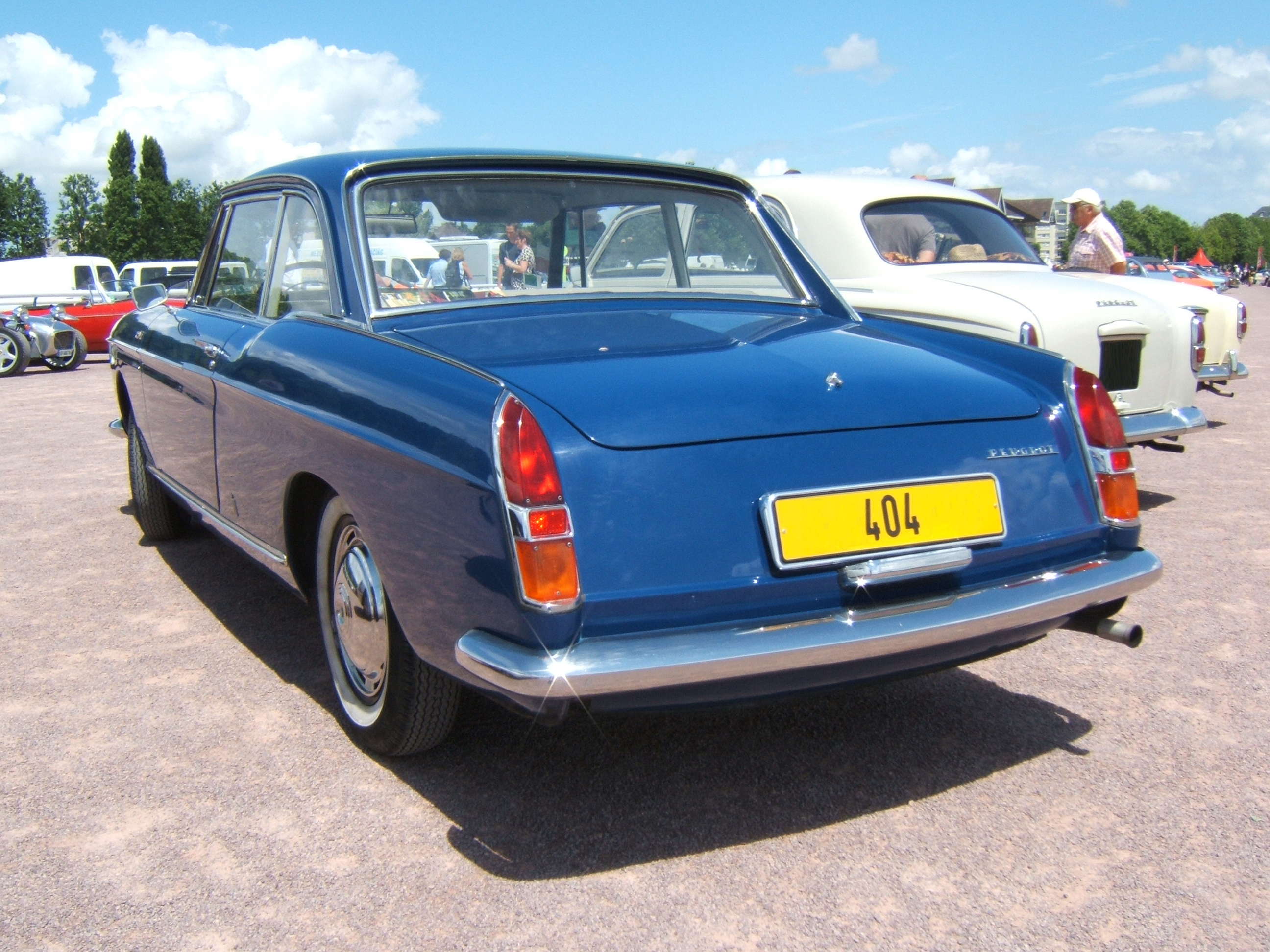
404 Coupé.
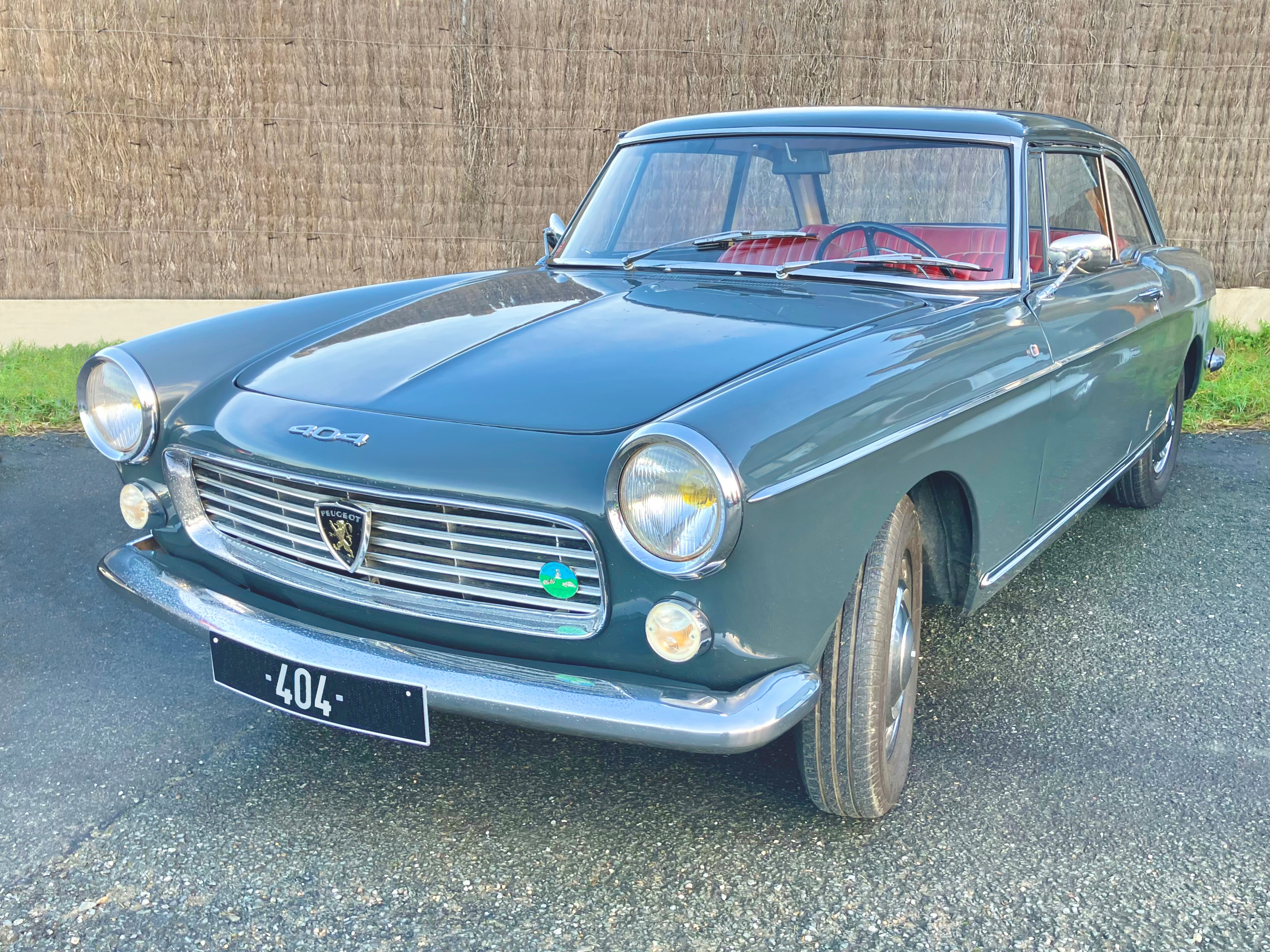
404 Coupé avec des feux de clignotants bicolores bien ronds.
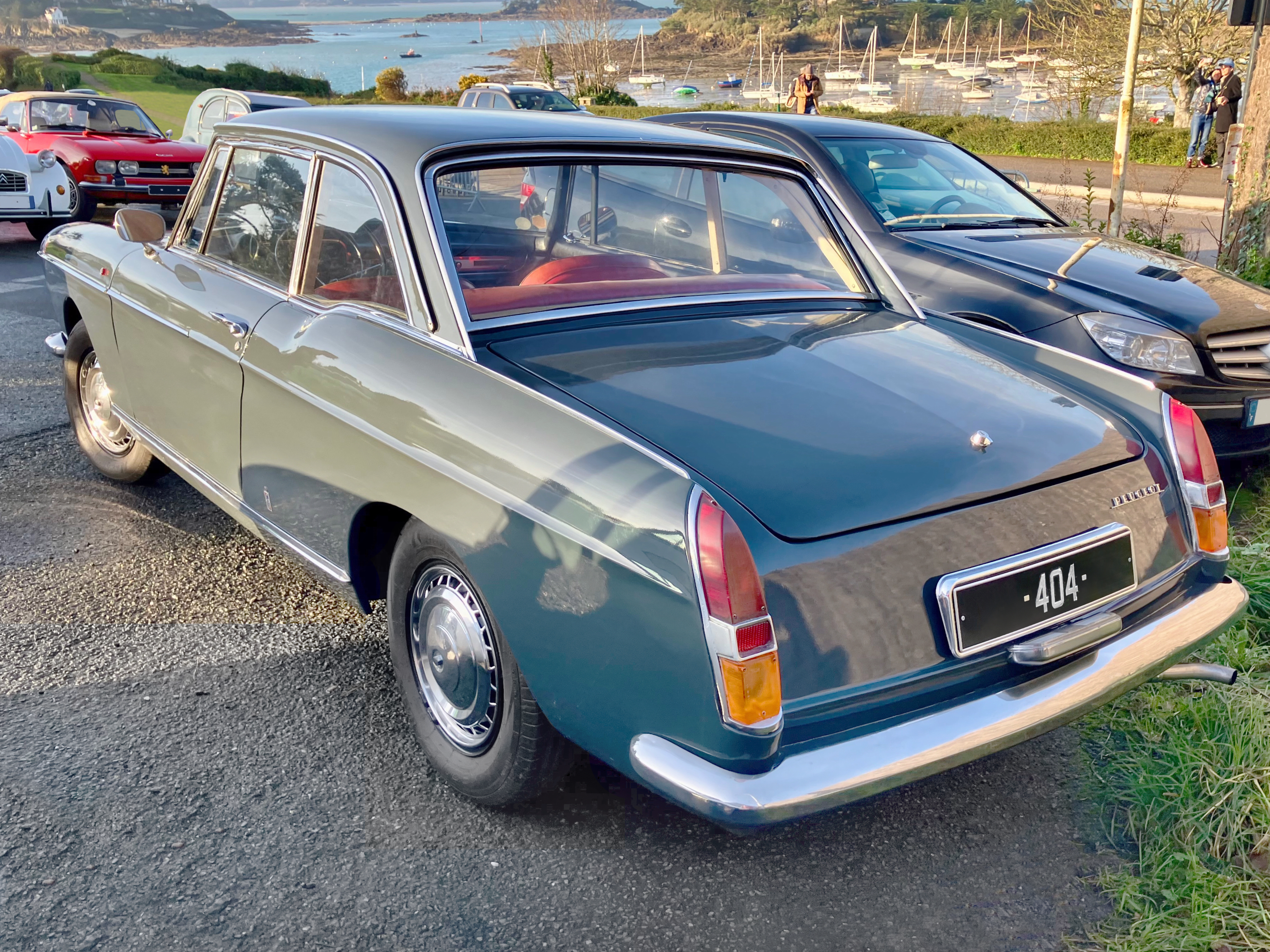
Poupe de la 404 coupé.
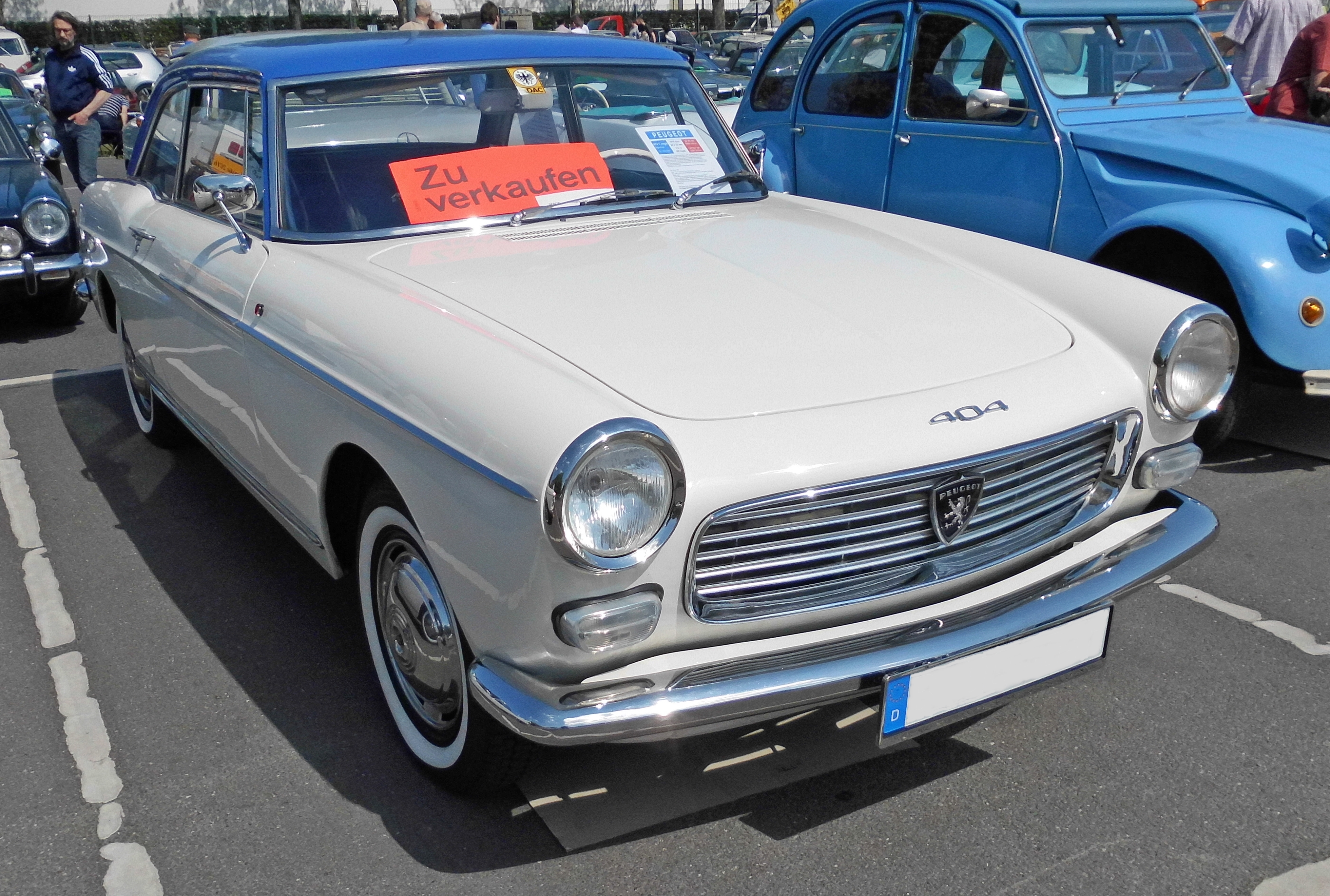
Une sublime 404 coupé en Allemagne, avec les flancs des pneumatiques peints en blanc.
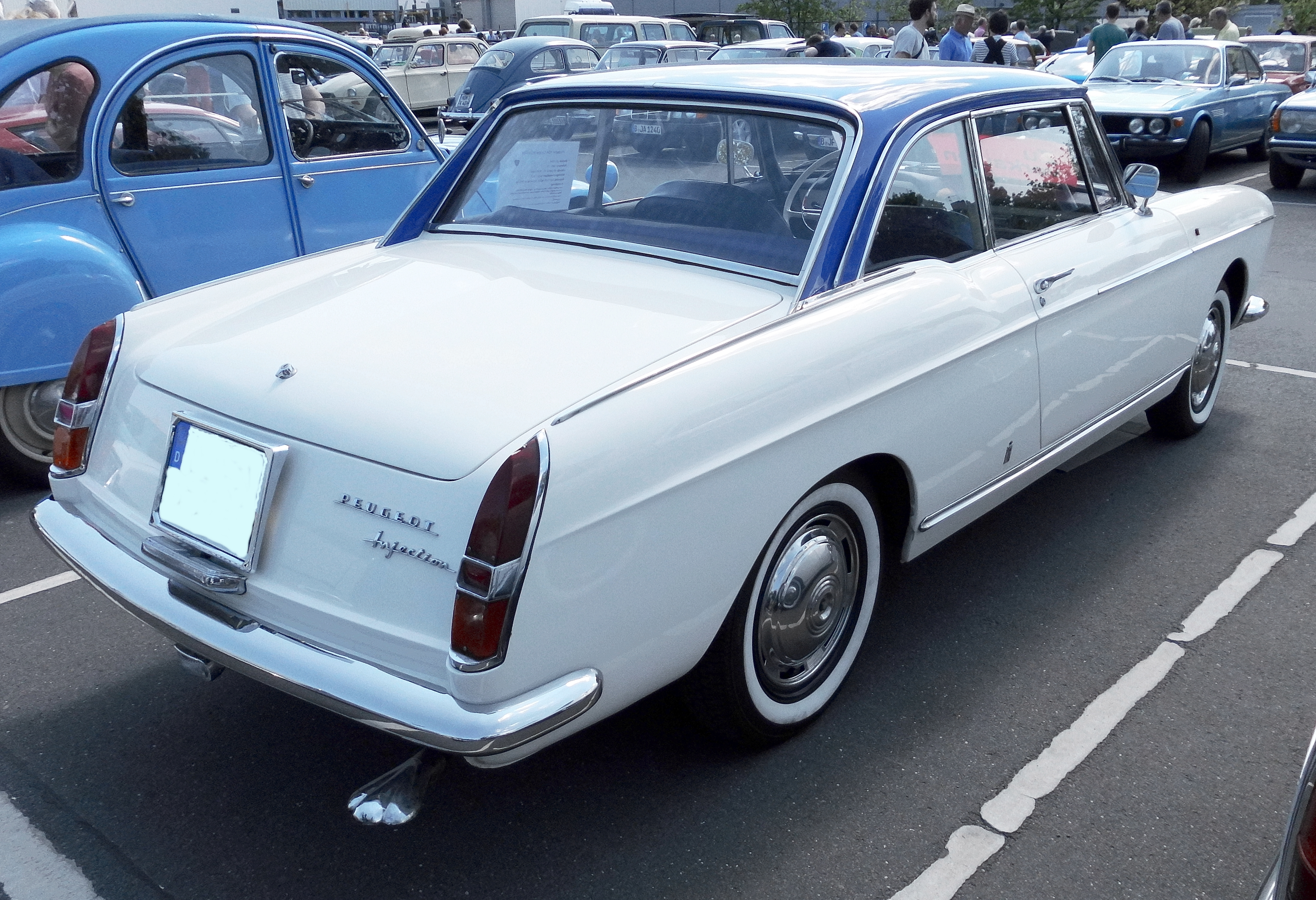
404 coupé blanche avec un pavillon bleu nuit.
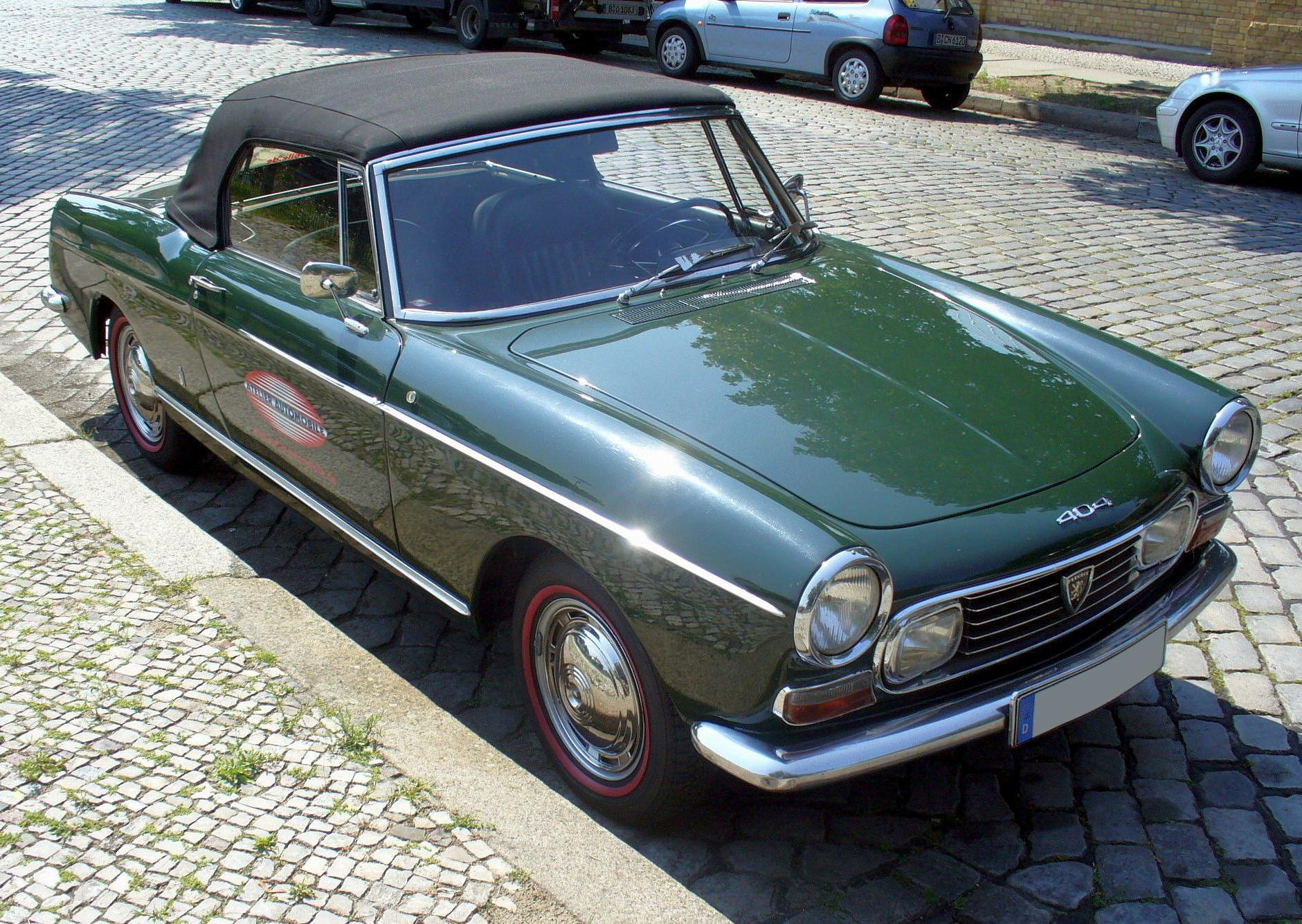
Une 404 Cabriolet dans une belle livrée British Racing Green.
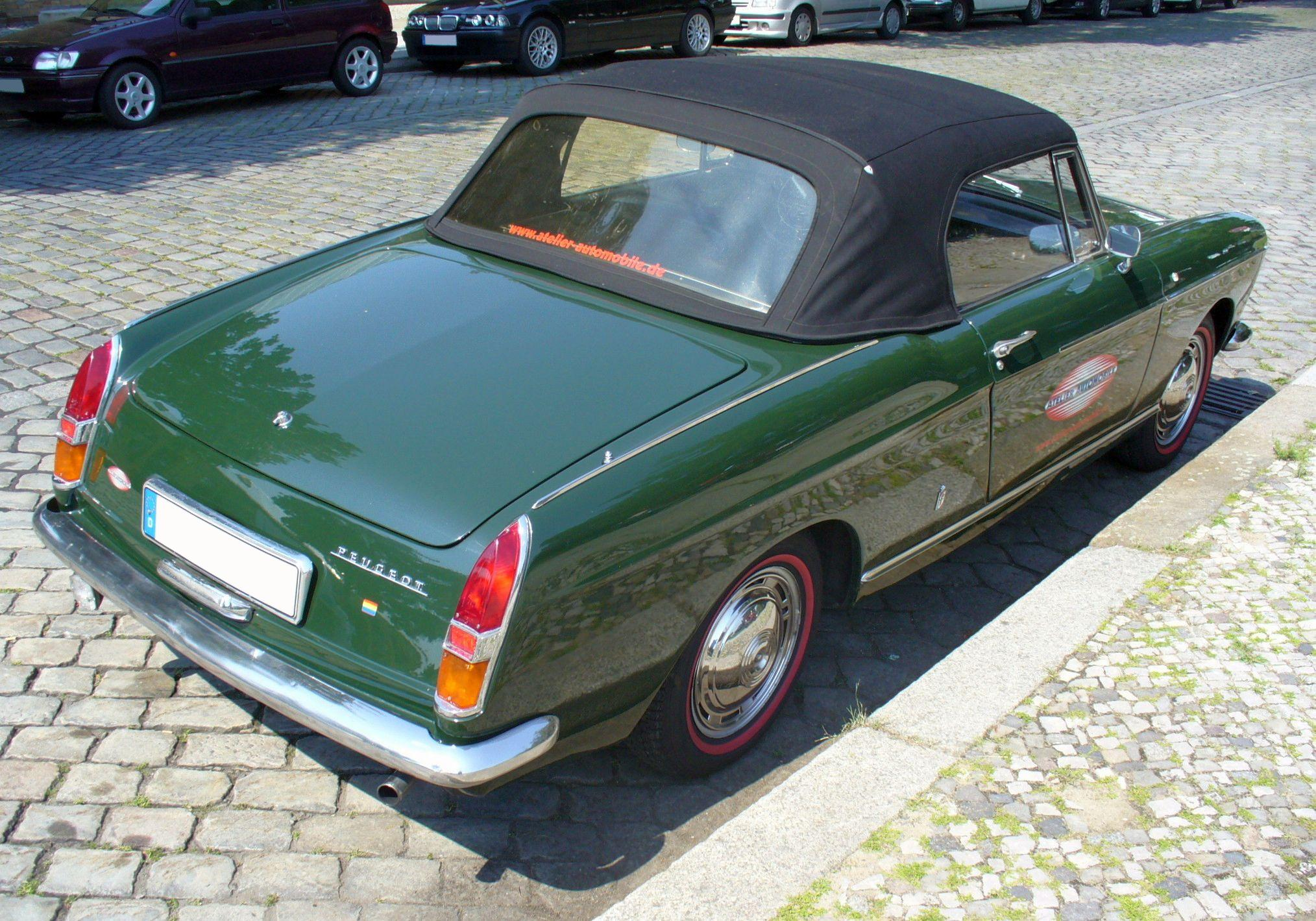
404 Cabriolet.
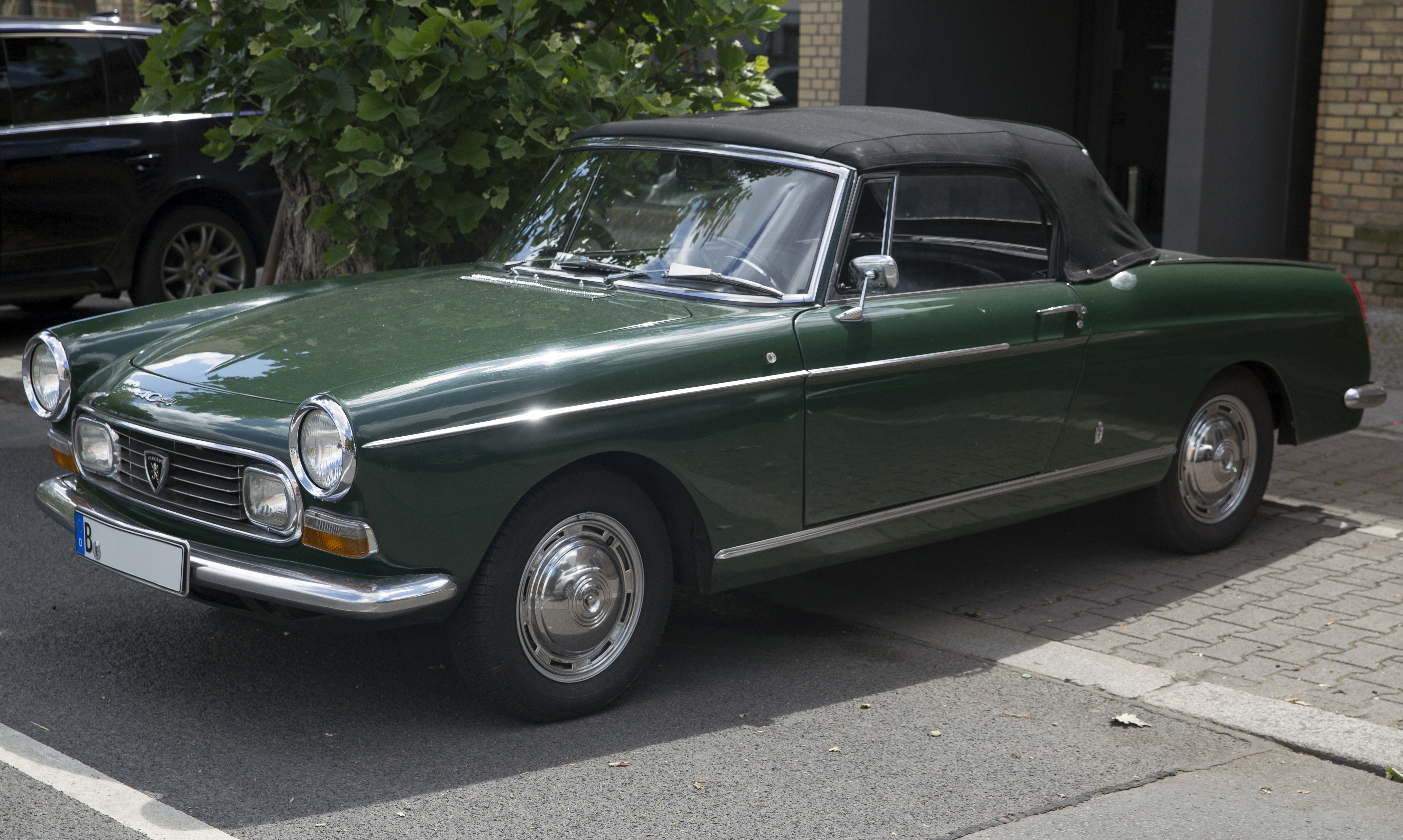
404 Cabriolet (capote fermée).
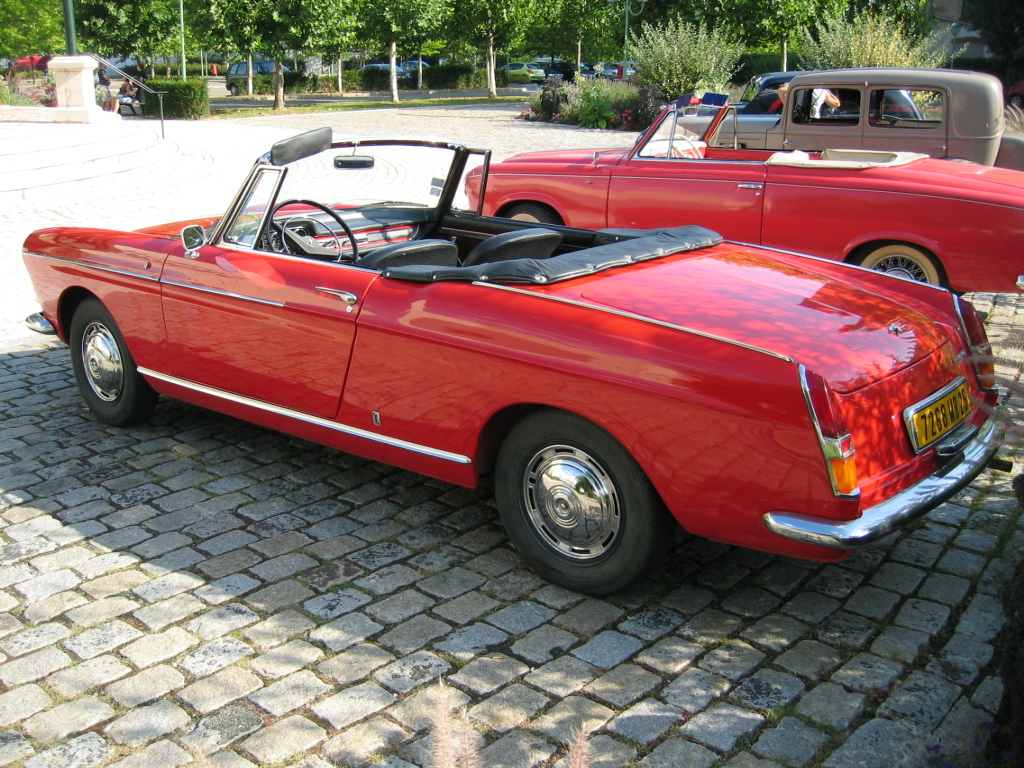
404 Cabriolet (capote ouverte).
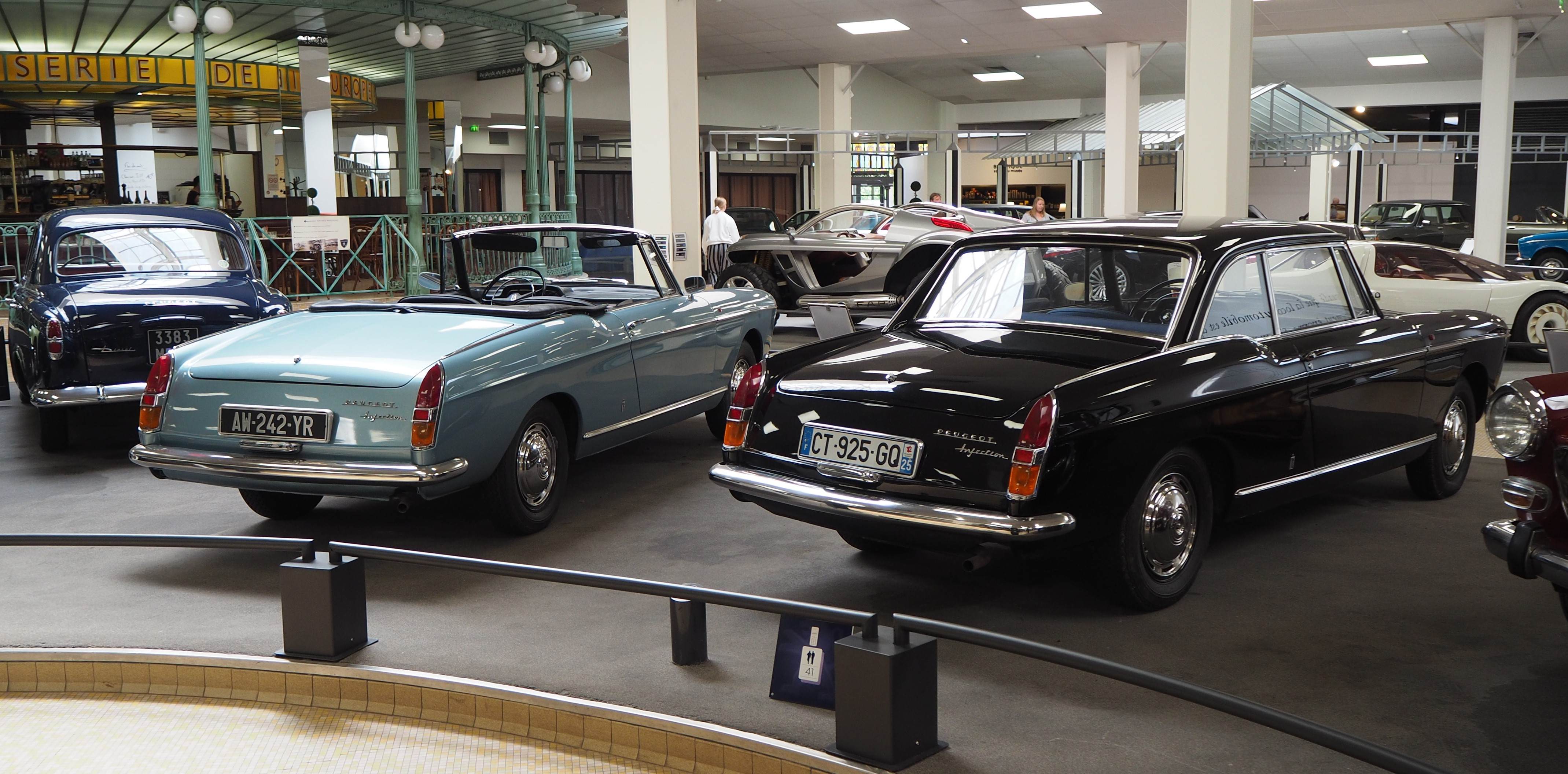
Une 404 cabriolet (à gauche) et une 404 coupé (à droite) au Musée de l'Aventure Peugeot à Sochaux.
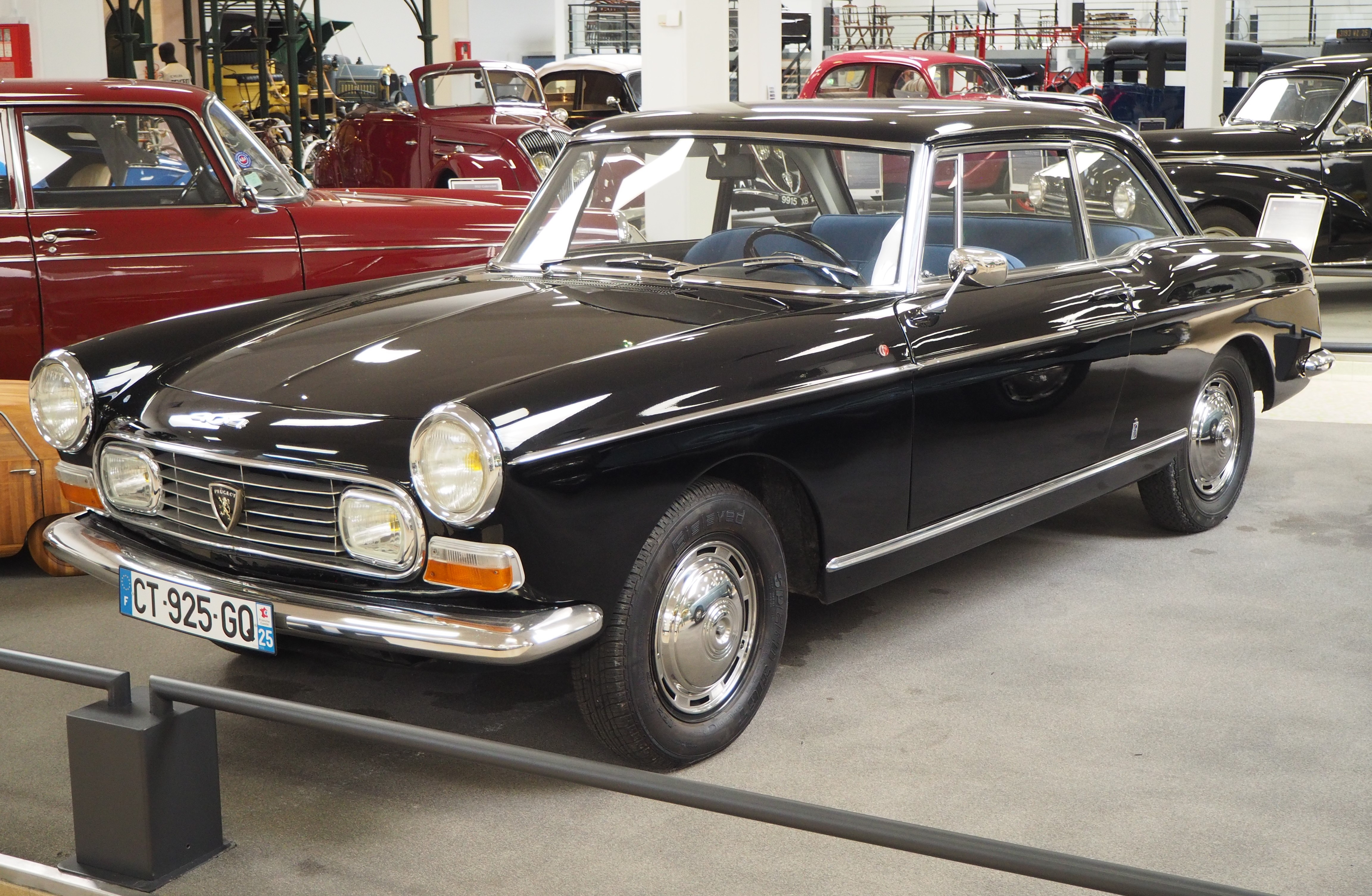
La 404 coupé du Musée de l'Aventure Peugeot.
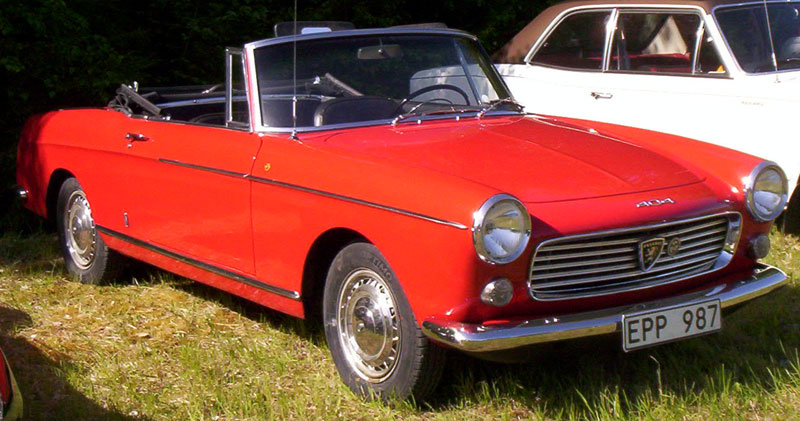
Une 404 cabriolet immatriculée en Suède.
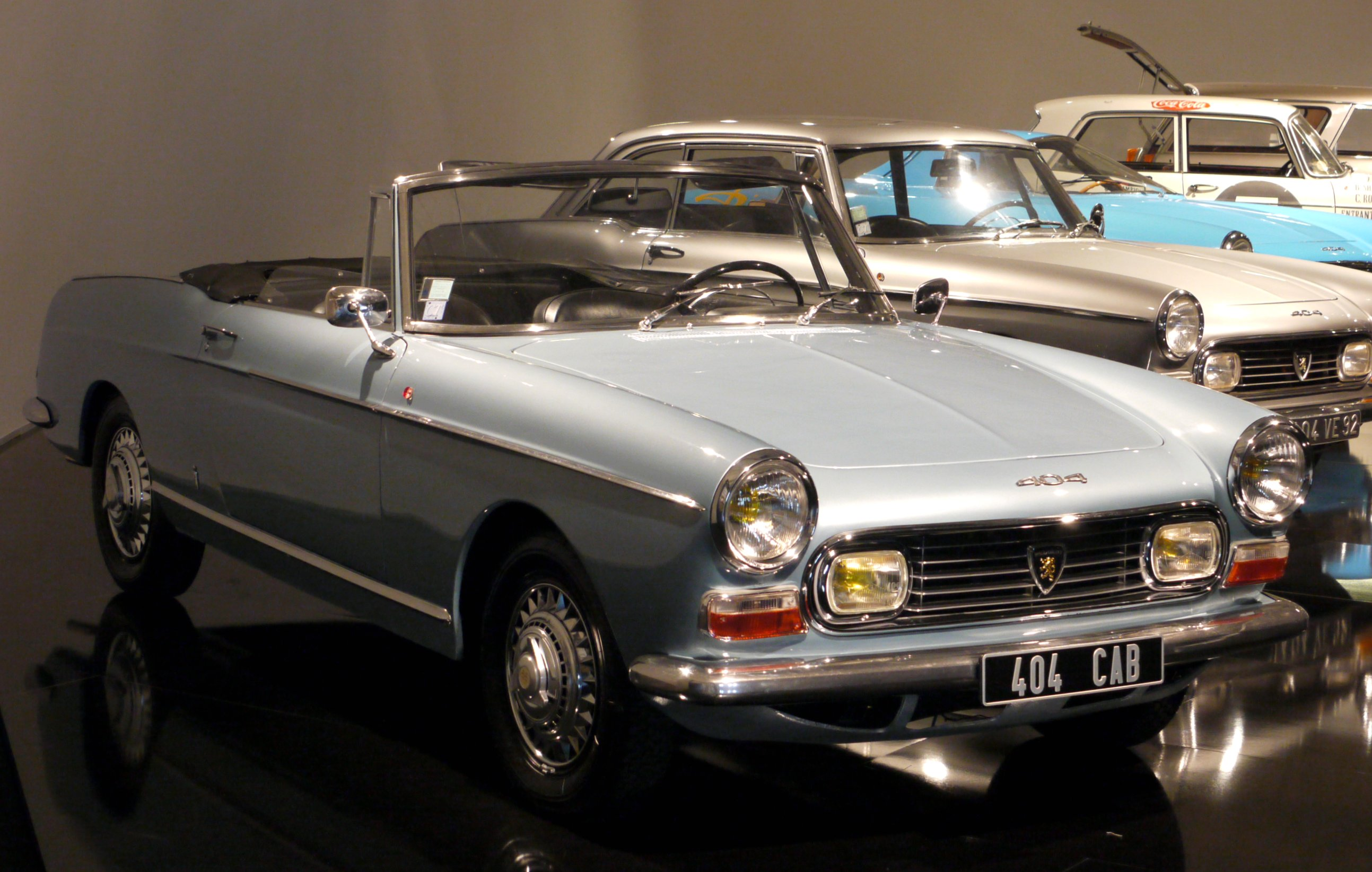
Une 404 cabriolet 2e série, avec l'avant redessiné, les deux optiques supplémentaires intégrées dans la nouvelle calandre et des blocs de clignotant plus volumineux et rectangulaires.
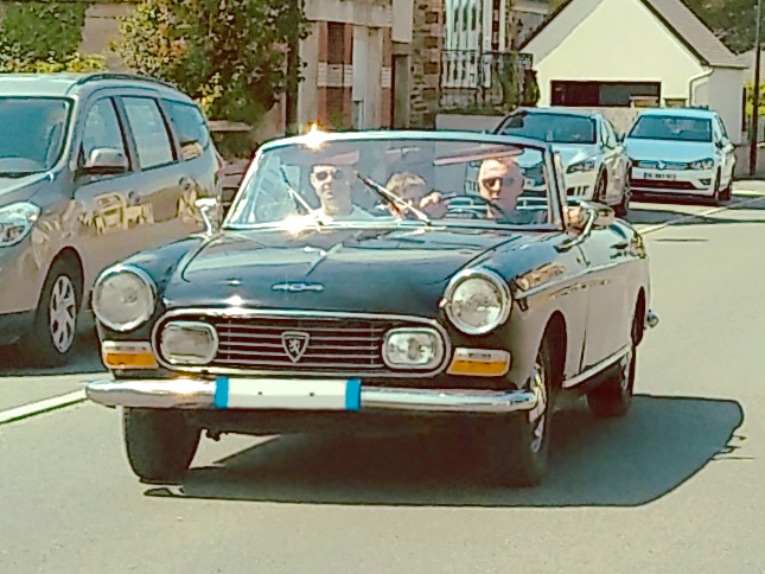
Balade en famille avec une 404 Cabriolet.